# 卡尔·伯恩哈尔德·冯·特里尼乌斯

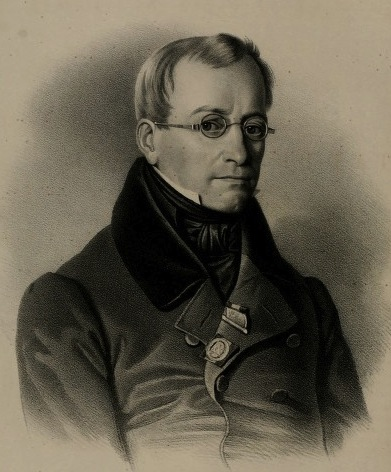
卡尔·伯恩哈尔德·冯·特里尼乌斯

卡尔·伯恩哈尔德·冯·特里尼乌斯（Carl Bernhard von Trinius，也按俄语习惯称，亦按俄语译成卡尔·安东诺维奇·特里尼乌斯，1778年3月7日—1844年3月12日）是俄罗斯的德裔植物学家、医生、诗人。曾任当时还是皇太子的亚历山大二世的宫廷医生、家庭教师，亦是彼得堡科学院院士。

## 生平
卡尔·伯恩哈尔德·冯·特里尼乌斯于1778年3月7日生于艾斯莱本，其父约翰·安东·特里尼乌斯（Johann Anton Trinius）为路德宗牧师，其母夏洛特·哈内曼（Charlotte Hahnemann）为顺势疗法的创始人萨穆埃尔·哈内曼之妹。1802年毕业于哥廷根大学，获取医师资格。此后前往库尔兰行医，1808年，他成为了符腾堡公爵家族的主治医师，并随符腾堡公爵夫人安东妮往来德意志及俄罗斯。1810年成为彼得堡科学院通讯院士，1823年为院士。1824年创建彼得堡科学院植物博物馆，并担任馆长。
1829年至1833年间，任皇太子亚历山大二世的自然史教师。1837年至1838年间，他开始在德意志各处的植物园旅行，其后在德累斯顿发作脑梗塞，并于1844年因心脏衰竭逝世于圣彼得堡。

## 学术研究
特里尼乌斯主要研究高等植物，特别是禾本科植物的分类。他还描述了许多植物的新种。他所收集的禾本科植物均被他于1841年捐赠给了彼得堡科学院植物园，而他遗留下来的数量不菲的植物标本大部分为莫斯科大学所获得。他一生亦发表了许多植物学的论文及著作。
伞形科的磨石芹属（Trinia）及禾本科的闭针草属（Triniochloa）均是以他的名字命名的。